# Australian Open 2018 - Qualificazioni singolare femminile
Le qualificazioni del singolare femminile dell'Australian Open 2018 sono state un torneo di tennis preliminare per accedere alla fase finale della manifestazione. Le vincitrici dell'ultimo turno sono entrate di diritto nel tabellone principale. In caso di ritiro di una o più giocatrici aventi diritto, a queste sono subentrate le lucky loser, ossia le giocatrici che hanno perso nell'ultimo turno ma che avevano una classifica più alta rispetto alle altre partecipanti che avevano comunque perso nel turno finale.

## Teste di serie
1. Sachia Vickery (primo turno)
2. Evgenija Rodina (secondo turno)
3. Zhu Lin (qualificata)
4. Viktorija Golubic (qualificata)
5. Yanina Wickmayer (secondo turno)
6. Danka Kovinić (secondo turno)
7. Naomi Broady (secondo turno)
8. Risa Ozaki (primo turno)
9. Arina Rodionova (primo turno)
10. Françoise Abanda (secondo turno)
11. Luksika Kumkhum (qualificata)
12. Miyu Katō (primo turno)

1. Barbora Krejčíková (ultimo turno)
2. Bernarda Pera (ultimo turno)
3. Irina Falconi (qualificata)
4. Viktória Kužmová (qualificata)
5. Misaki Doi (primo turno)
6. Denisa Allertová (qualificata)
7. Roberta Vinci (primo turno)
8. Sara Errani (ultimo turno)
9. Han Xinyun (secondo turno)
10. Vera Lapko (secondo turno)
11. Arantxa Rus (primo turno)
12. Julia Boserup (secondo turno)

## Qualificate
1. Anna Kalinskaja
2. Anna Blinkova
3. Zhu Lin
4. Viktorija Golubic
5. Irina Falconi
6. Denisa Allertová

1. Ivana Jorović
2. Viktória Kužmová
3. Marta Kostjuk
4. Anna Karolína Schmiedlová
5. Luksika Kumkhum
6. Magdalena Fręch

### Lucky loser
1. Viktoriya Tomova

1. Bernarda Pera

## Tabellone

### Legenda
| - Q = Qualificato - WC = Wild card - LL = Lucky loser | - ALT = Alternate - SE = Special Exempt - PR = Protected Ranking | - w/o = Walkover - r = Ritirato - d = Squalificato |

### Sezione 1
|  | Primo turno     | Primo turno      | Primo turno      | Primo turno | Primo turno |  |  | Secondo turno   | Secondo turno   | Secondo turno   | Secondo turno   | Secondo turno   |   |   | Ultimo turno    | Ultimo turno    | Ultimo turno    | Ultimo turno | Ultimo turno |  |
|  |                 |                  |                  |             |             |  |  |                 |                 |                 |                 |                 |   |   |                 |                 |                 |              |              |  |
|  | 1               | Sachia Vickery   | 7                | 4           | 3           |  |  |                 |                 |                 |                 |                 |   |   |                 |                 |                 |              |              |  |
|  |                 | Lesley Kerkhove  | 6(2)             | 6           | 6           |  |  | Lesley Kerkhove | Lesley Kerkhove | Lesley Kerkhove | 6               | 6               |   |   |                 |                 |                 |              |              |  |
|  | Tamara Zidanšek | Tamara Zidanšek  | Tamara Zidanšek  | 6           | 6           |  |  | Tamara Zidanšek | Tamara Zidanšek | Tamara Zidanšek | 4               | 2               |   |   |                 |                 |                 |              |              |  |
|  | Eri Hozumi      | Eri Hozumi       | Eri Hozumi       | 3           | 3           |  |  |                 |                 |                 |                 |                 |   |   | Lesley Kerkhove | Lesley Kerkhove | Lesley Kerkhove | 4            | 5            |  |
|  | Anna Kalinskaja | Anna Kalinskaja  | 6                | 2           | 6           |  |  |                 |                 | Anna Kalinskaja | Anna Kalinskaja | Anna Kalinskaja | 6 | 7 |                 |                 |                 |              |              |  |
|  | Vera Zvonarëva  | Vera Zvonarëva   | 2                | 6           | 0           |  |  |                 | Anna Kalinskaja | Anna Kalinskaja | 6               | 6               |   |   |                 |                 |                 |              |              |  |
|  |                 | Çağla Büyükakçay | Çağla Büyükakçay | 4           | 4           |  |  | 24              | Julia Boserup   | Julia Boserup   | 1               | 4               |   |   |                 |                 |                 |              |              |  |
|  | 24              | Julia Boserup    | Julia Boserup    | 6           | 6           |  |  |                 |                 |                 |                 |                 |   |   |                 |                 |                 |              |              |  |

### Sezione 2
|  | primo turno      | primo turno      | primo turno      | primo turno | primo turno |  |  | secondo turno   | secondo turno    | secondo turno    | secondo turno | secondo turno |   |   | ultimo turno     | ultimo turno     | ultimo turno | ultimo turno | ultimo turno |  |
|  |                  |                  |                  |             |             |  |  |                 |                  |                  |               |               |   |   |                  |                  |              |              |              |  |
|  | 2                | Evgenija Rodina  | Evgenija Rodina  | 6           | 6           |  |  |                 |                  |                  |               |               |   |   |                  |                  |              |              |              |  |
|  |                  | Sabina Sharipova | Sabina Sharipova | 3           | 4           |  |  | 2               | Evgenija Rodina  | Evgenija Rodina  | 2             | 2             |   |   |                  |                  |              |              |              |  |
|  | Maryna Zanevs'ka | Maryna Zanevs'ka | 5                | 7           | 2           |  |  |                 | Viktoriya Tomova | Viktoriya Tomova | 6             | 6             |   |   |                  |                  |              |              |              |  |
|  | Viktoriya Tomova | Viktoriya Tomova | 7                | 6(2)        | 6           |  |  |                 |                  |                  |               |               |   |   | Viktoriya Tomova | Viktoriya Tomova | 3            | 6            | 1            |  |
|  | Deborah Chiesa   | Deborah Chiesa   | 6                | 6(5)        | 3           |  |  |                 |                  | Anna Blinkova    | Anna Blinkova | 6             | 1 | 6 |                  |                  |              |              |              |  |
|  | Antonia Lottner  | Antonia Lottner  | 2                | 7           | 6           |  |  | Antonia Lottner | Antonia Lottner  | 7                | 4             | 5             |   |   |                  |                  |              |              |              |  |
|  |                  | Anna Blinkova    | Anna Blinkova    | 6           | 6           |  |  | Anna Blinkova   | Anna Blinkova    | 5                | 6             | 7             |   |   |                  |                  |              |              |              |  |
|  | 19               | Roberta Vinci    | Roberta Vinci    | 3           | 2           |  |  |                 |                  |                  |               |               |   |   |                  |                  |              |              |              |  |

### Sezione 3
|  | primo turno        | primo turno                | primo turno        | primo turno | primo turno |  |  | secondo turno      | secondo turno              | secondo turno      | secondo turno      | secondo turno      |   |   | ultimo turno | ultimo turno | ultimo turno | ultimo turno | ultimo turno |  |
|  |                    |                            |                    |             |             |  |  |                    |                            |                    |                    |                    |   |   |              |              |              |              |              |  |
|  | 3                  | Zhu Lin                    | 6                  | 4           | 6           |  |  |                    |                            |                    |                    |                    |   |   |              |              |              |              |              |  |
|  |                    | Louisa Chirico             | 2                  | 6           | 4           |  |  | 3                  | Zhu Lin                    | 4                  | 6                  | 7                  |   |   |              |              |              |              |              |  |
|  |                    | Valentini Grammatikopoulou | 6                  | 4           | 6           |  |  |                    | Valentini Grammatikopoulou | 6                  | 2                  | 5                  |   |   |              |              |              |              |              |  |
|  | WC                 | Ellen Perez                | 3                  | 6           | 2           |  |  |                    |                            |                    |                    |                    |   |   | 3            | Zhu Lin      | Zhu Lin      | 6            | 6            |  |
|  | Alexandra Dulgheru | Alexandra Dulgheru         | Alexandra Dulgheru | 6           | 6           |  |  |                    |                            |                    | Alexandra Dulgheru | Alexandra Dulgheru | 4 | 4 |              |              |              |              |              |  |
|  | Bianca Andreescu   | Bianca Andreescu           | Bianca Andreescu   | 1           | 1           |  |  | Alexandra Dulgheru | Alexandra Dulgheru         | Alexandra Dulgheru | 7                  | 6                  |   |   |              |              |              |              |              |  |
|  |                    | Dajana Jastrems'ka         | Dajana Jastrems'ka | 6           | 6           |  |  | Dajana Jastrems'ka | Dajana Jastrems'ka         | Dajana Jastrems'ka | 6(6)               | 0                  |   |   |              |              |              |              |              |  |
|  | 17                 | Misaki Doi                 | Misaki Doi         | 3           | 1           |  |  |                    |                            |                    |                    |                    |   |   |              |              |              |              |              |  |

### Sezione 4
|  | primo turno           | primo turno           | primo turno    | primo turno | primo turno |  |  | secondo turno | secondo turno         | secondo turno         | secondo turno | secondo turno |   |   | ultimo turno | ultimo turno      | ultimo turno      | ultimo turno | ultimo turno |  |
|  |                       |                       |                |             |             |  |  |               |                       |                       |               |               |   |   |              |                   |                   |              |              |  |
|  | 4                     | Viktorija Golubic     | 3              | 7           | 6           |  |  |               |                       |                       |               |               |   |   |              |                   |                   |              |              |  |
|  |                       | Fanny Stollár         | 6              | 6(5)        | 1           |  |  | 4             | Viktorija Golubic     | Viktorija Golubic     | 6             | 6             |   |   |              |                   |                   |              |              |  |
|  | Sílvia Soler Espinosa | Sílvia Soler Espinosa | 6              | 3           | 6           |  |  |               | Sílvia Soler Espinosa | Sílvia Soler Espinosa | 1             | 1             |   |   |              |                   |                   |              |              |  |
|  | Myrtille Georges      | Myrtille Georges      | 4              | 6           | 1           |  |  |               |                       |                       |               |               |   |   | 4            | Viktorija Golubic | Viktorija Golubic | 6            | 6            |  |
|  | Irina Bara            | Irina Bara            | 7              | 3           | 7           |  |  |               |                       | 14                    | Bernarda Pera | Bernarda Pera | 3 | 2 |              |                   |                   |              |              |  |
|  | Sesil Karatantcheva   | Sesil Karatantcheva   | 5              | 6           | 5           |  |  |               | Irina Bara            | 6                     | 2             | 3             |   |   |              |                   |                   |              |              |  |
|  |                       | Patty Schnyder        | Patty Schnyder | 3           | 6(4)        |  |  | 14            | Bernarda Pera         | 4                     | 6             | 6             |   |   |              |                   |                   |              |              |  |
|  | 14                    | Bernarda Pera         | Bernarda Pera  | 6           | 7           |  |  |               |                       |                       |               |               |   |   |              |                   |                   |              |              |  |

### Sezione 5
|  | primo turno          | primo turno          | primo turno          | primo turno | primo turno |  |  | secondo turno | secondo turno    | secondo turno | secondo turno | secondo turno |   |   | ultimo turno | ultimo turno  | ultimo turno  | ultimo turno | ultimo turno |  |
|  |                      |                      |                      |             |             |  |  |               |                  |               |               |               |   |   |              |               |               |              |              |  |
|  | 5                    | Yanina Wickmayer     | Yanina Wickmayer     | 6           | 7           |  |  |               |                  |               |               |               |   |   |              |               |               |              |              |  |
|  |                      | Jil Teichmann        | Jil Teichmann        | 4           | 6(5)        |  |  | 5             | Yanina Wickmayer | 6             | 5             | 1             |   |   |              |               |               |              |              |  |
|  | WC                   | Priscilla Hon        | 4                    | 7           | 6           |  |  | WC            | Priscilla Hon    | 2             | 7             | 6             |   |   |              |               |               |              |              |  |
|  | PR                   | Barbora Štefková     | 6                    | 6(4)        | 4           |  |  |               |                  |               |               |               |   |   | WC           | Priscilla Hon | Priscilla Hon | 2            | 1            |  |
|  | Polina Monova        | Polina Monova        | Polina Monova        | 6           | 6           |  |  |               |                  | 15            | Irina Falconi | Irina Falconi | 6 | 6 |              |               |               |              |              |  |
|  | Valentina Ivachnenko | Valentina Ivachnenko | Valentina Ivachnenko | 3           | 3           |  |  |               | Polina Monova    | Polina Monova | 2             | 6(2)          |   |   |              |               |               |              |              |  |
|  |                      | Başak Eraydın        | Başak Eraydın        | 1           | 0           |  |  | 15            | Irina Falconi    | Irina Falconi | 6             | 7             |   |   |              |               |               |              |              |  |
|  | 15                   | Irina Falconi        | Irina Falconi        | 6           | 6           |  |  |               |                  |               |               |               |   |   |              |               |               |              |              |  |

### Sezione 6
|  | primo turno      | primo turno      | primo turno      | primo turno | primo turno |  |  | secondo turno | secondo turno    | secondo turno    | secondo turno    | secondo turno    |   |   | ultimo turno | ultimo turno     | ultimo turno     | ultimo turno | ultimo turno |  |
|  |                  |                  |                  |             |             |  |  |               |                  |                  |                  |                  |   |   |              |                  |                  |              |              |  |
|  | 6                | Danka Kovinić    | Danka Kovinić    | 6           | 7           |  |  |               |                  |                  |                  |                  |   |   |              |                  |                  |              |              |  |
|  | WC               | Naiktha Bains    | Naiktha Bains    | 3           | 6(4)        |  |  | 6             | Danka Kovinić    | 6                | 2                | 5                |   |   |              |                  |                  |              |              |  |
|  | Danielle Collins | Danielle Collins | Danielle Collins | 7           | 6           |  |  |               | Danielle Collins | 4                | 6                | 7                |   |   |              |                  |                  |              |              |  |
|  | Irina Chromačëva | Irina Chromačëva | Irina Chromačëva | 5           | 3           |  |  |               |                  |                  |                  |                  |   |   |              | Danielle Collins | Danielle Collins | 0            | 1            |  |
|  | Asia Muhammad    | Asia Muhammad    | 1                | 6           | 5           |  |  |               |                  | 18               | Denisa Allertová | Denisa Allertová | 6 | 6 |              |                  |                  |              |              |  |
|  | Elitsa Kostova   | Elitsa Kostova   | 6                | 3           | 7           |  |  |               | Elitsa Kostova   | Elitsa Kostova   | 6(5)             | 2                |   |   |              |                  |                  |              |              |  |
|  |                  | Carol Zhao       | Carol Zhao       | 3           | 0           |  |  | 18            | Denisa Allertová | Denisa Allertová | 7                | 6                |   |   |              |                  |                  |              |              |  |
|  | 18               | Denisa Allertová | Denisa Allertová | 6           | 6           |  |  |               |                  |                  |                  |                  |   |   |              |                  |                  |              |              |  |

### Sezione 7
|  | primo turno     | primo turno            | primo turno         | primo turno | primo turno |  |  | secondo turno       | secondo turno       | secondo turno       | secondo turno | secondo turno |   |   | ultimo turno    | ultimo turno    | ultimo turno    | ultimo turno | ultimo turno |  |
|  |                 |                        |                     |             |             |  |  |                     |                     |                     |               |               |   |   |                 |                 |                 |              |              |  |
|  | 7               | Naomi Broady           | 7                   | 5           | 6           |  |  |                     |                     |                     |               |               |   |   |                 |                 |                 |              |              |  |
|  |                 | Kathinka von Deichmann | 6(4)                | 7           | 3           |  |  | 7                   | Naomi Broady        | Naomi Broady        | 6(5)          | 2             |   |   |                 |                 |                 |              |              |  |
|  | Georgia Brescia | Georgia Brescia        | Georgia Brescia     | 5           | 5           |  |  |                     | Bibiane Schoofs     | Bibiane Schoofs     | 7             | 6             |   |   |                 |                 |                 |              |              |  |
|  | Bibiane Schoofs | Bibiane Schoofs        | Bibiane Schoofs     | 7           | 7           |  |  |                     |                     |                     |               |               |   |   | Bibiane Schoofs | Bibiane Schoofs | Bibiane Schoofs | 3            | 3            |  |
|  |                 | Ysaline Bonaventure    | Ysaline Bonaventure | 7           | 7           |  |  |                     |                     | Ivana Jorović       | Ivana Jorović | Ivana Jorović | 6 | 6 |                 |                 |                 |              |              |  |
|  | WC              | Tammi Patterson        | Tammi Patterson     | 6(1)        | 5           |  |  | Ysaline Bonaventure | Ysaline Bonaventure | Ysaline Bonaventure | 4             | 6(6)          |   |   |                 |                 |                 |              |              |  |
|  |                 | Ivana Jorović          | Ivana Jorović       | 6           | 6           |  |  | Ivana Jorović       | Ivana Jorović       | Ivana Jorović       | 6             | 7             |   |   |                 |                 |                 |              |              |  |
|  | 23              | Arantxa Rus            | Arantxa Rus         | 3           | 4           |  |  |                     |                     |                     |               |               |   |   |                 |                 |                 |              |              |  |

### Sezione 8
|  | primo turno       | primo turno             | primo turno             | primo turno | primo turno |  |  | secondo turno   | secondo turno     | secondo turno     | secondo turno    | secondo turno    |   |   | ultimo turno | ultimo turno   | ultimo turno   | ultimo turno | ultimo turno |  |
|  |                   |                         |                         |             |             |  |  |                 |                   |                   |                  |                  |   |   |              |                |                |              |              |  |
|  | 8                 | Risa Ozaki              | 7                       | 6(6)        | 1           |  |  |                 |                   |                   |                  |                  |   |   |              |                |                |              |              |  |
|  |                   | Miharu Imanishi         | 5                       | 7           | 6           |  |  | Miharu Imanishi | Miharu Imanishi   | Miharu Imanishi   | 4                | 1                |   |   |              |                |                |              |              |  |
|  | Junri Namigata    | Junri Namigata          | Junri Namigata          | 3           | 1           |  |  | Marie Bouzková  | Marie Bouzková    | Marie Bouzková    | 6                | 6                |   |   |              |                |                |              |              |  |
|  | Marie Bouzková    | Marie Bouzková          | Marie Bouzková          | 6           | 6           |  |  |                 |                   |                   |                  |                  |   |   |              | Marie Bouzková | Marie Bouzková | 4            | 5            |  |
|  | Caroline Dolehide | Caroline Dolehide       | 5                       | 6           | 7           |  |  |                 |                   | 16                | Viktória Kužmová | Viktória Kužmová | 6 | 7 |              |                |                |              |              |  |
|  | Conny Perrin      | Conny Perrin            | 7                       | 3           | 6(7)        |  |  |                 | Caroline Dolehide | Caroline Dolehide | 2                | 4                |   |   |              |                |                |              |              |  |
|  |                   | María Teresa Torró Flor | María Teresa Torró Flor | 4           | 4           |  |  | 16              | Viktória Kužmová  | Viktória Kužmová  | 6                | 6                |   |   |              |                |                |              |              |  |
|  | 16                | Viktória Kužmová        | Viktória Kužmová        | 6           | 6           |  |  |                 |                   |                   |                  |                  |   |   |              |                |                |              |              |  |

### Sezione 9
|  | primo turno      | primo turno        | primo turno        | primo turno | primo turno |  |  | secondo turno | secondo turno      | secondo turno      | secondo turno      | secondo turno |   |   | ultimo turno | ultimo turno  | ultimo turno | ultimo turno | ultimo turno |  |
|  |                  |                    |                    |             |             |  |  |               |                    |                    |                    |               |   |   |              |               |              |              |              |  |
|  | 9                | Arina Rodionova    | 6                  | 3           | 3           |  |  |               |                    |                    |                    |               |   |   |              |               |              |              |              |  |
|  | WC               | Marta Kostjuk      | 4                  | 6           | 6           |  |  | WC            | Marta Kostjuk      | 1                  | 6                  | 6             |   |   |              |               |              |              |              |  |
|  | Jamie Loeb       | Jamie Loeb         | 6                  | 5           | 3           |  |  |               | Daniela Seguel     | 6                  | 4                  | 2             |   |   |              |               |              |              |              |  |
|  | Daniela Seguel   | Daniela Seguel     | 3                  | 7           | 6           |  |  |               |                    |                    |                    |               |   |   | WC           | Marta Kostjuk | 6            | 5            | 6            |  |
|  | Liu Fangzhou     | Liu Fangzhou       | 5                  | 6           | 6           |  |  |               |                    | 13                 | Barbora Krejčíková | 3             | 7 | 0 |              |               |              |              |              |  |
|  | Rebecca Peterson | Rebecca Peterson   | 7                  | 2           | 4           |  |  |               | Liu Fangzhou       | Liu Fangzhou       | 1                  | 1             |   |   |              |               |              |              |              |  |
|  |                  | Jasmine Paolini    | Jasmine Paolini    | 2           | 1           |  |  | 13            | Barbora Krejčíková | Barbora Krejčíková | 6                  | 6             |   |   |              |               |              |              |              |  |
|  | 13               | Barbora Krejčíková | Barbora Krejčíková | 6           | 6           |  |  |               |                    |                    |                    |               |   |   |              |               |              |              |              |  |

### Sezione 10
|  | primo turno     | primo turno               | primo turno       | primo turno | primo turno |  |  | secondo turno | secondo turno             | secondo turno   | secondo turno   | secondo turno   |   |   | ultimo turno              | ultimo turno              | ultimo turno              | ultimo turno | ultimo turno |  |
|  |                 |                           |                   |             |             |  |  |               |                           |                 |                 |                 |   |   |                           |                           |                           |              |              |  |
|  | 10              | Françoise Abanda          | Françoise Abanda  | 6           | 6           |  |  |               |                           |                 |                 |                 |   |   |                           |                           |                           |              |              |  |
|  |                 | Lu Jiajing                | Lu Jiajing        | 4           | 3           |  |  | 10            | Françoise Abanda          | 6               | 2               | 4               |   |   |                           |                           |                           |              |              |  |
|  | WC              | Isabelle Wallace          | 7                 | 3           | 3           |  |  |               | Anna Karolína Schmiedlová | 4               | 6               | 6               |   |   |                           |                           |                           |              |              |  |
|  |                 | Anna Karolína Schmiedlová | 5                 | 6           | 6           |  |  |               |                           |                 |                 |                 |   |   | Anna Karolína Schmiedlová | Anna Karolína Schmiedlová | Anna Karolína Schmiedlová | 6            | 6            |  |
|  | İpek Soylu      | İpek Soylu                | İpek Soylu        | 4           | 2           |  |  |               |                           | Stefanie Vögele | Stefanie Vögele | Stefanie Vögele | 3 | 2 |                           |                           |                           |              |              |  |
|  | Stefanie Vögele | Stefanie Vögele           | Stefanie Vögele   | 6           | 6           |  |  |               | Stefanie Vögele           | Stefanie Vögele | 6               | 7               |   |   |                           |                           |                           |              |              |  |
|  |                 | Alexandra Cadanțu         | Alexandra Cadanțu | 3           | 1           |  |  | 22            | Vera Lapko                | Vera Lapko      | 3               | 5               |   |   |                           |                           |                           |              |              |  |
|  | 22              | Vera Lapko                | Vera Lapko        | 6           | 6           |  |  |               |                           |                 |                 |                 |   |   |                           |                           |                           |              |              |  |

### Sezione 11
|  | primo turno      | primo turno       | primo turno       | primo turno | primo turno |  |  | secondo turno | secondo turno    | secondo turno    | secondo turno | secondo turno |   |   | ultimo turno | ultimo turno    | ultimo turno    | ultimo turno | ultimo turno |  |
|  |                  |                   |                   |             |             |  |  |               |                  |                  |               |               |   |   |              |                 |                 |              |              |  |
|  | 11               | Luksika Kumkhum   | Luksika Kumkhum   | 6           | 6           |  |  |               |                  |                  |               |               |   |   |              |                 |                 |              |              |  |
|  |                  | Tereza Martincová | Tereza Martincová | 3           | 0           |  |  | 11            | Luksika Kumkhum  | Luksika Kumkhum  | 6             | 6             |   |   |              |                 |                 |              |              |  |
|  | Jang Su-jeong    | Jang Su-jeong     | Jang Su-jeong     | 2           | 3           |  |  |               | Dalila Jakupovič | Dalila Jakupovič | 3             | 4             |   |   |              |                 |                 |              |              |  |
|  | Dalila Jakupovič | Dalila Jakupovič  | Dalila Jakupovič  | 6           | 6           |  |  |               |                  |                  |               |               |   |   | 11           | Luksika Kumkhum | Luksika Kumkhum | 6            | 6            |  |
|  | Wang Yafan       | Wang Yafan        | Wang Yafan        | 6           | 6           |  |  |               |                  | 20               | Sara Errani   | Sara Errani   | 4 | 1 |              |                 |                 |              |              |  |
|  | Barbara Haas     | Barbara Haas      | Barbara Haas      | 4           | 3           |  |  |               | Wang Yafan       | Wang Yafan       | 3             | 4             |   |   |              |                 |                 |              |              |  |
|  |                  | Lu Jingjing       | Lu Jingjing       | 6(2)        | 3           |  |  | 20            | Sara Errani      | Sara Errani      | 6             | 6             |   |   |              |                 |                 |              |              |  |
|  | 20               | Sara Errani       | Sara Errani       | 7           | 6           |  |  |               |                  |                  |               |               |   |   |              |                 |                 |              |              |  |

### Sezione 12
|  | primo turno   | primo turno      | primo turno     | primo turno | primo turno |  |  | secondo turno   | secondo turno   | secondo turno | secondo turno | secondo turno |   |   | ultimo turno    | ultimo turno    | ultimo turno    | ultimo turno | ultimo turno |  |
|  |               |                  |                 |             |             |  |  |                 |                 |               |               |               |   |   |                 |                 |                 |              |              |  |
|  | 12            | Miyu Katō        | Miyu Katō       | 4           | 3           |  |  |                 |                 |               |               |               |   |   |                 |                 |                 |              |              |  |
|  |               | Magdalena Fręch  | Magdalena Fręch | 6           | 6           |  |  | Magdalena Fręch | Magdalena Fręch | 6             | 4             | 6             |   |   |                 |                 |                 |              |              |  |
|  |               | Sof'ja Žuk       | Sof'ja Žuk      | 7           | 6           |  |  | Sof'ja Žuk      | Sof'ja Žuk      | 3             | 6             | 2             |   |   |                 |                 |                 |              |              |  |
|  | WC            | Sara Tomic       | Sara Tomic      | 5           | 2           |  |  |                 |                 |               |               |               |   |   | Magdalena Fręch | Magdalena Fręch | Magdalena Fręch | 6            | 6            |  |
|  | Katie Boulter | Katie Boulter    | 4               | 7           | 2r          |  |  |                 |                 | Kayla Day     | Kayla Day     | Kayla Day     | 3 | 0 |                 |                 |                 |              |              |  |
|  | Kayla Day     | Kayla Day        | 6               | 6(1)        | 5           |  |  |                 | Kayla Day       | Kayla Day     | 7             | 6             |   |   |                 |                 |                 |              |              |  |
|  | WC            | Kimberly Birrell | 6(4)            | 6           | 3           |  |  | 21              | Han Xinyun      | Han Xinyun    | 6(5)          | 0             |   |   |                 |                 |                 |              |              |  |
|  | 21            | Han Xinyun       | 7               | 3           | 6           |  |  |                 |                 |               |               |               |   |   |                 |                 |                 |              |              |  |